# Palau Khedive
El palau Khedive (turc: Hıdiv Kasrı) o Palau Çubuklu (Çubuklu Sarayı), situat a la part asiàtica del Bòsfor a Istanbul, Turquia, era una antiga residència del Khediv Abbàs Hilmí II d'Egipte i del Sudan. El nom de la residència es mostra alternativament en anglès com Khedive Pavilion o Khedive Mansion.

## Història
Abbàs Hilmí II d'Egipte (que va regnar el 1892–1914) va ser l'últim Khediv d' Egipte i del Sudan. A diferència dels seus predecessors, Abbàs II va buscar relacions de cooperació amb l'Imperi Otomà, la sobirania del qual sobre el Khedivat (que va continuar sent vassall autònom de l'Imperi Otomà fins al 1914) s'havia convertit en efectivament nominal des de la presa del poder de Muhàmmad Alí Paixà el 1805. Abbàs va veure això com un mitjà potencial per minar l'Ocupació britànica d'Egipte (des del 1882) i del Sudan. Com a part dels seus esforços per millorar les relacions amb la Sublim Porta, Abbàs va realitzar diverses visites a la capital otomana Istanbul, i va encarregar a l'arquitecte eslovè Antonio Lasciac (1856–1946) ajudat per Delfo Seminati, la construcció d'una residència d'estiu al Bòsfor.
El palau, acabat el 1907, va ser dissenyat a l'estil Art Nouveau, inspirat principalment en viles italianes de l'època renaixentista, que incorporen característiques i detalls de l'arquitectura otomana neoclàssica.
El palau s'alça sobre una muntanya situada en un gran bosquet d'unes 110 ha sobre el barri de Çubuklu, al districte de Beykoz, amb vistes a l'estret d'Istanbul.
Envoltat de terrasses de marbre, la façana est de l'edifici de tres plantes és quadrada, i els costats sud i nord-oest tenen forma de mitja planta. Una característica única de l'estructura és una alta torre. Una font monumental a l'entrada principal s'aixeca fins al terrat. Als voltants de la residència, hi ha altres fonts i piscines. El jardí de roses de la residència és el més gran d'Istanbul.
A la planta baixa dels 1.000 m² del palau, diverses sales envolten una estança central, que ajuda a connectar-les entre elles. Una gran sala a la planta baixa té una xemeneia. Al pis superior, hi ha dos grans dormitoris. La terrassa situada a la part superior de l'edifici és accessible també per un històric ascensor de vapor. L'edifici està cobert de vitralls des del terra fins al sostre.

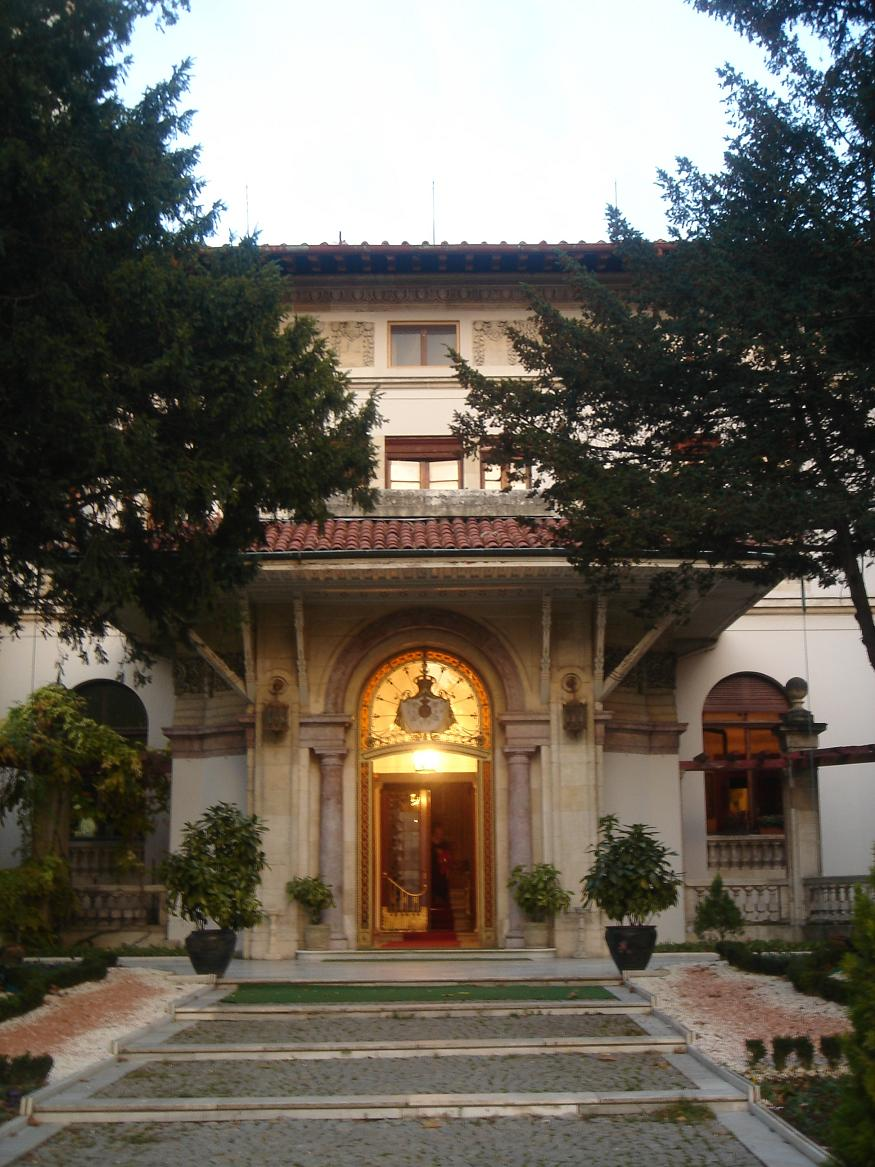
Palau Khedive

L'interior està decorat amb detalls neo-clàssics, neo islàmics i neo-otomans. Els capitells dels pilars, parets i sostres de marbre estan brodats amb figures de flors, fruits i animals de caça reflectint els efectes de l'arquitectura europea. La porta exterior de l'edifici està completament representada amb figures de flors daurades.
La segona esposa no oficial i secreta d'Abbàs, Cavidan Hanım (Lady Djavidan o originalment comtessa hongaresa Torok von Szendro), afirma en les seves memòries Harem que va decidir en totes les fases de la creació del palau des de zero fins a la selecció dels elements per al disseny d'interiors. També va assignar la disposició dels jardins del palau, incloent-hi els arbres plantats, el jardí de roses i els sinuosos senders al bosc.
Una còpia idèntica del palau va ser construït a la riba del Nil a Egipte.

## Ús modern
Per encàrrec de Kemal Atatürk, el fundador i primer president de Turquia, la ciutat d'Istanbul va comprar el palau el 1937. Tot i això, es va mantenir descuidat fins als anys vuitanta.
El Touring i Automòbil Club de Turquia (TTOK) va signar un acord amb el Municipi d'Istanbul el 1979 per restaurar i gestionar alguns parcs imperials otomans i llocs històrics d'Istanbul pel turisme. En aquest marc, la institució, sota el seu director general Çelik Gülersoy, va restaurar el palau durant els següents dos anys. El 1984, es va obrir al públic el Palau Khedive.
Les sales interiors van ser utilitzades com a restaurant, els nivells superiors com a hotel, i la sala de marbre i els jardins que envoltaven la residència com a cafès. La residència pot acollir reunions de fins a 1000 persones a l'estiu, amb facilitats de còctels per 1500. Als mesos d'hivern, pot acollir fins a 450 persones i còctels per a 700 persones.
Els locals van ser gestionats pel TTOK durant deu anys, i van passar el 1994 al Municipi Metropolità d'Istanbul, ja que el municipi no va renovar l'acord amb el TTOK. La instal·lació de l'hotel està tancada.